# Sex w Brnie
Sex w Brnie (cz. Nuda v Brně) – czeska komedia filmowa z 2003 roku w reżyserii Vladimíra Morávka, zrealizowana na podstawie opowiadania Pavla Bedury Standa debutuje. Zdjęcia kręcono w Brnie i w Hradec Králové.
Film otrzymał kilka nominacji do Czeskich Lwów, z czego w większości nagrodę otrzymał. 

## Obsada
- Jan Budař jako Stanislav Pichlik
- Marek Daniel jako Richard Klech
- Pavel Liška jako Jan Bedura
- Filip Rajmont jako Pavel Velicka
- Simona Peková jako Jitka Spácilová
- Richard Krajčo jako Mężczyzna z aksamitnym głosem
- Miroslav Donutil jako Miroslav Norbacher
- Kateřina Holánová jako Olga Šimáková
- Ivana Hlouzková jako Marie Norbacherova
- Ivana Uhlířová jako Jaroslava Plevakova
- Jaroslava Pokorná jako Miriam Šimáková
- Arnošt Goldflam jako on sam
- Jiří Pecha jako on sam